# Фальсификация истории
Фальсификация истории — осознанный и целенаправленный процесс искажения представлений об исторических событиях и процессах в интересах индивидов, социальных групп, социальных институтов или элит, а также результат данного процесса в виде продуктов (образов) индивидуального и общественного сознания — определённые ощущения, переживания, настроения, идеи, взгляды, концепции, доктрины и другое.
Отличается от понятия Псевдоисто́рия — претендующие на научность, но не являющиеся научными идеи и концепции на историческую тематику, «переписывание» прошлого в современных личных или политических целях.
Псевдоистория и «фальсификация истории» не совпадают с понятием мифологизация истории, процессом создания ненаучной версии прошлого, основу которой составляет структура мифа.
Не следует путать псевдоисторию с альтернативной историей — литературным направлением, посвящённым изображению реальности, которая могла быть, если бы история в один из своих переломных моментов пошла по другому пути. Термин «альтернативная история» («альтернативная» относительно «официальной» истории, то есть «подлинная») может некорректно использоваться как самоназвание самой псевдоисторией, что может вводить в заблуждение.
Псевдоистория характеризуется использованием различных манипулятивных приёмов и логических ошибок, включая выборочное представление фактов. Автор может пользоваться слабостью исторических познаний масс. Чаще всего создаётся без специального умысла, «непреднамеренно», и как явление имеет большие масштабы. Может создаваться в рамках инструментального подхода к истории, который отрицает самостоятельную ценность прошлого и ставит прошлое на службу настоящему. Целями автора, как правило, является не «изменение» истории, а стремление к славе и обогащению. Также мотивацией создания может быть борьба за власть. Часто связана с теориями заговора.
Близкими и связанными понятиями являются псевдоархеология и псевдолингвистика. Одним из приёмов псевдоистории является фальсификация исторических источников.

## Понятие
Термин псевдоистория (англ. pseudohistory) был введён в начале XIX века, что делает его старше родственных терминов pseudo-scholarship и pseudoscience (псевдонаука). В 1815 году термин был использован для обозначения «Состязания Гомера и Гесиода», заявленного как историческое повествование, но описывающее полностью вымышленное состязание между древнегреческими поэтами. Пейоративный смысл этого термина, обозначающего бракованную или нечестную историографическую работу, обнаруживается в другом издании 1815 года. Псевдоистория близка к псевдонауке в том, что обе формы фальсификации достигаются с использованием методологии, претендующей на научность, но не соответствующей стандартам научного исследования для области интеллектуальных исследований, частью которой они претендуют быть; предлагают недостаточно или вообще не дают доказательств достоверности своих положений.
Историки Майкл Шермер и Алекс Гробман определяют псевдоисторию как «переписывание прошлого в современных личных или политических целях». Дуглас Оллчин, историк науки, утверждает, что, если история научных открытий представлена в упрощённом виде, с драматическими преувеличениями и романтизацией ученых, возникают неверные стереотипы о том, как работает наука, и фактически такой нарратив представляет собой псевдоисторию, несмотря на то, что он опирается на реальные факты.
Случаи умышленного создания псевдоистории ввиду своей маргинальности являются очевидными и не нуждаются в специальном разоблачении.
Псевдоисторию следует отличать от исторических нарративов, на которые она ссылается. Саги, легенды, мифы и письменные тексты в английском языке иногда могут называться псевдоисторией. Некоторые из этих нарративов действительно дают псевдоисторическую картину или искажают исторические факты, некоторые из них вовсе не являются историческими.
Псевдоисторию следует также отличать от литературных произведений таких направлений, как историческая фантастика и фэнтези. Эти работы являются произведениями художественной литературы в исторической обстановке. Хотя историческая беллетристика часто бывает исторически точна, она не является исторической наукой. Авторы псевдоисторических работ могут ссылаться на беллетристику, как на исторический текст. Авторы исторических романов могут намеренно искажать историю и «изобретать» свою. Может применяться художественная техника, в рамках которой автор с целью выразить собственные идеи утверждает о совершении «находки» исторического документа. Вариацией этой техники являются заявления, что книга получена по «ментальному каналу» от неких древних существ.
В различных источниках также используется понятие фальсификация истории, под которой может пониматься конструирование исторических «фактов», замалчивание известных сведений, их искусственное упрощение и чрезмерная идеологизация. Термин имеет распространение, но не рассматривается как научный.
Среди исследователей нет общепринятых определений и оценок исторического мифа и фальсификации истории. Однако имеется тенденция определять исторический миф как явление, имеющее естественное происхождение и массовое распространение, отражающее длительный общественный запрос и ставшее частью общественного сознания; фальсификацию истории — как сознательное искажение исторических фактов, мотивированное текущими личными или групповыми интересами, в том числе в русле современных политических тенденций. Фальсификации истории рассматриваются как наиболее очевидный и опасный «противник» исторической науки, поскольку часто позиционируются как объективное историческое исследование. Они способны также внести серьёзные искажения в массовое историческое сознание, в том числе по причине склонности последнего к мифологизации истории.
В рамках исторической науки чаще используются понятия фальсификация исторических источников, фальсификация исторических свидетельств.
В России и других постсоветских странах получило распространение понятие фолк-хистори, описываемое как совокупность претендующих на научность, но не являющихся научными литературно-публицистических трудов и идейно-теоретических концепций на исторические темы, созданных в основном непрофессионалами с позиций негационизма.
В русском языке получило распространение выражение «Россия — родина слонов» (также «СССР — родина слонов»), впервые появившееся в советских анекдотах конца 1940-х годов, высмеивающих попытки искажения истории научных открытий в политических целях — в ходе послевоенной «борьбы с „низкопоклонством перед Западом“» и кампании по пропаганде «советского научно-технического первенства», проводившихся советской властью.

### Критика понятия
Историк Иван Курилла отметил, что в России получило распространение понятие «фальсификация истории», которое само по себе непонятно специалистам. Историки знают, что такое «фальсификация источников», но неясно, как можно фальсифицировать историю, которая «представляет собой постоянно возобновляемый диалог современности с прошлым».

## Признаки
Философ Роберт Тодд Кэрролл разработал список критериев для выявления псевдоисторических работ. Псевдоистория:
- относится к мифам, легендам, сагам и подобным нарративам как к буквальной истине
- не критично и не скептически относится к прочтению древних историков, принимая их утверждения за истину и игнорируя эмпирические или логические доказательства, противоречащие утверждениям древних авторов
- выполняет определённую миссию, а не научные поиски, стремясь поддержать какую-то современную политическую или религиозную программу, а не познать реальное прошлое
- часто отрицает существование исторической реальности, придерживаясь крайне скептического представления, что только то, что вызывает абсолютную уверенность, может быть названо «истинным», а поскольку ни в чём нельзя быть абсолютную уверенным, следовательно, нет ничего истинного.
- часто утверждает, что история есть мифотворчество, и разные истории следует сравнивать не по таким традиционным научным стандартам, как точность, эмпирическая вероятность, логическая связность, значимость, полнота, честность, а по моральным или политическим основаниям
- избирательно использует исторические источники, выбирая те, которые соответствуют заданной позиции, и игнорируя или предвзято интерпретируя те источники, которые не соответствуют позиции
- считают, что возможность истинности какого-либо утверждения дает повод поверить в это только в том случае, когда такое утверждение согласуется с чьей-либо позицией
- часто утверждает, что существует заговор с целью притеснений авторов (псевдоисторических) работ, мотивированный расизмом, атеизмом или этноцентризмом или противодействием их политической или религиозной программе[5][6].

Николас Гудрик-Кларк предпочитает термин «криптоистория». Он выделяет два необходимых составляющих этого явления: «полное незнание первоисточников» и повторение «неточностей и необоснованных (дословно: диких) утверждений».
К другим общим характеристикам псевдоистории принадлежат:
- Выстраивание произвольных связей разрозненных событий с целью создания закономерности. Затем это построение обычно перерастает в теорию заговора, постулирующую существование скрытых действующих лиц, ответственных за создание и поддержание закономерности. Например, псевдоисторическая работа «Святая Кровь и Святой Грааль» связывает рыцарей-тамплиеров, средневековые легенды о Святом Граале, франкскую династию Меровингов и художника Николу Пуссена в попытке определить прямых потомков Иисуса.
- Выдвижение гипотез о последствиях маловероятных событий, которые «могли» произойти, тем самым молчаливо предполагая, что они в действительности произошли.
- Сенсационализм или шокирующий смысл.
- Выборочное представление фактов, которые могут подтвердить выдвигаемую идею, и игнорирование фактов, которые её опровергают[8].

## Национализм
Забвение или, лучше сказать, историческое заблуждение является одним из главных факторов создания нации, и потому прогресс исторических исследований часто представляет опасность для национальности
Историк А. Н. Ланьков отмечает, что реинтерпретация и фальсификация истории составляют важную часть любого национализма. Националистические концепции истории, националистические исторические мифы, повторяются в разных странах:
- Древность этноса: Народу, к которому относят себя националисты, приписывается исключительная древность. Происхождение этноса может прослеживаться от легендарных великих героев или гипотетических исчезнувших великих народов.
- Автохтонность или имперское прошлое: Народ объявляется первым и единственным, издревле проживающим на данной территории, существование на этих же землях других народов и, тем более, государств, отрицается или замалчивается. Либо, напротив, народу приписывается в прошлом владычество над огромными территориями и другими народами. Претензии на автохтонность вступают в противоречие с идеей, что народ в давние времена управлял гигантскими территориями. «Своими» народами или происходящими от «своего» народа объявляется большое число как родственных, так любых других народов.
- Территориальные претензии: Часть соседних земель, занятых другими народами или государствами, объявляется незаконно отторгнутой и требующей возвращения во владение «исторического хозяина».
- Замалчивание иностранного влияния: Очевидные достижения и успехи, достигнутые за счёт заимствования у других народов молчаливо предполагаются или прямо объявляются результатом исключительно собственных усилий. Нередко положительный эффект от зарубежных заимствований подаётся как прямо противоположный.

Помимо упомянутого, националистические фальсификации истории часто направлены на создание «образа врага» из тех наций и государств, которые в настоящее время рассматриваются как соперники. При этом, как правило, собственный этнос наделяется всеми добродетелями, соседние же выглядят коварными и агрессивными. Используются зачастую подлинные источники, прошедшие специальный отбор, воспоминания отдельных лиц, отдельные фразы, вырванные из общего контекста, но дающие заведомо определённую оценку событиям.

## Расизм
Джозайя Прист и ряд других американских публицистов XIX века писали псевдоисторические работы, в которых негры и индейцы изображались в крайне негативном свете. Первая книга Приста «Чудеса природы и провидения, явленные» (1826) Прист рассматривается современными критиками как одна из самых ранних работ современной американских псевдоисторических работ. Прист дискредитировал индейцев в книге «Американские древности и открытия Запада» (1833) и негров в книге «Рабство: Как это связано с неграми» (1843). Другие авторы XIX века, такие как Томас Голд Эпплтон в «Пачке бумаг» (1875) и Джордж Перкинс Марш в «Готах в Новой Англии», использовали псевдоисторические представления об истории викингов с целью продвигать превосходство «белых», а также выступать против Католической церкви. Такое использование истории и образов викингов отмечалось и в XX веке среди некоторых групп, выступающих за превосходство «белых».

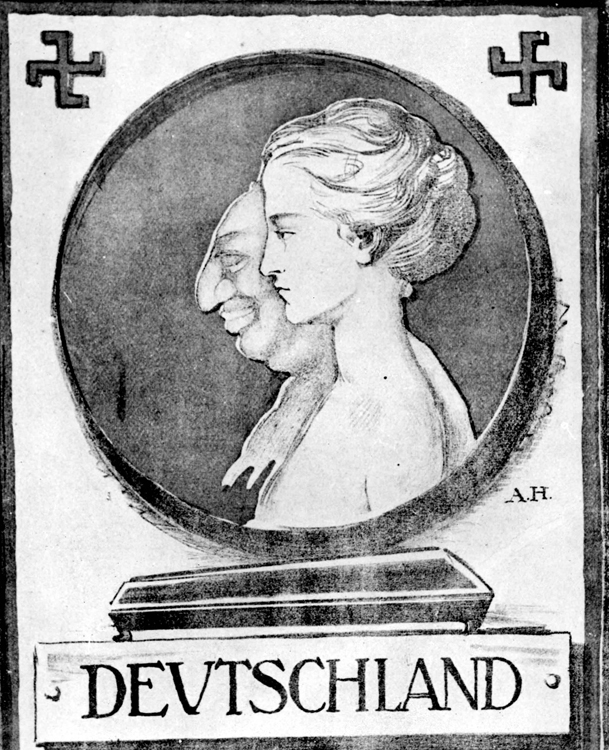
Стереотипные изображения еврея и «арийки» (Германия, 1920) в рамках «арийской» идеи

С приходом к власти нацистов в Германии официально пропагандировались и финансировались псевдонаучные теории и исследования в области «расологии» («арийская раса»), оккультизма, осуществлялась фальсификация истории. Национал-социализм характеризуется ярко выраженным антиинтеллектуализмом и антинаучностью, поскольку он входит в резкое противоречие с научными знаниями и стремится подчинить науку своим интересам. В нацистской Германии ценность научной методологии и объективного знания отрицалась, единственной методологической основой для историков объявлялся «германский патриотизм».
Центральной идеей нацизма стала «арийская раса» и её противопоставление и противоборство с враждебной «семитской расой» (евреями). Эта идея служила основой для радикального, охватывавшего все сферы человеческой жизнедеятельности антисемитизма, определявшего в свою очередь стремление к борьбе против марксизма, большевизма, пацифизма, либерализма и демократии — согласно нацистскому учению, проявлений и инструментов реализации интересов «мирового еврейства». История понималась как непрерывная «расовая борьба» воспринимаемых с биологической позиции народов за выживание, защита и расширение необходимого им «жизненного пространства». Конечным результатом этой борьбы считалось установление мирового господства «арийской расы», превосходящей другие расы в биологическом и культурном отношении и занимающей высшую позицию в «расовой иерархии» — расы естественных господ. «Арийцами» назывались древние индоевропейцы, рассматриваемые как отдельная раса, а из современных народов — немцы и родственные им германские народы, которые, согласно нацистской идеологии, являются наиболее «расово чистыми» существующими народами «арийского происхождения».
Нацистский расовый теоретик Ханс Гюнтер считал, что славяне принадлежат к «восточной расе», отдельной от немцев и «нордидов», и предостерегал от смешения «немецкой крови» со «славянской». Нацистская концепция «арийской расы господ» («Herrenvolk») исключала из этой расы подавляющее большинство славян, поскольку считалось, что славяне испытывают опасное еврейское и азиатское влияние. По этой причине нацисты объявили славян «недочеловеками» («Untermenschen»). Идея нацистов, что славяне являются «низшими неарийцами», была частью планов по созданию «жизненного пространства на Востоке» для немцев и других германских народов в Восточной Европе, инициированных во время Второй мировой войны по «генеральному плану Ост». Миллионы немцев и других германских поселенцев должны были быть перемещены на завоёванные территории Восточной Европы, в то время как десятки миллионов славян предполагалось уничтожить, переселить или обратить в рабство.
Книга Альфреда Розенберга «Миф двадцатого века» (1930) была для нацистов второй по важности после «Майн кампф» Гитлера. Розенберг существенно повлиял на Гитлера, и, как считается, многое в «Майн кампф» было пересказом его идей. Розенберг писал о необходимости заново переписать мировую историю, стержень которой он видел в вечной борьбе между расами. Все крупнейшие достижения мировой культуры он относил к людям «нордической крови» и осуждал нынешний упадок германской культуры, которую разрушал либерализм. Розенберг связывал творческий дух с расой и отрицал его наличие у тех, кто происходил от смешанных браков. Розенберг разделял популярную в начале XX века гипотезу австрийского инженера Ханса Хёрбигера о смене земных полюсов, и считал, что в далёком прошлом климат северных широт был значительно мягче. Там существовал обширный континент, связываемый им с легендарной Атлантидой, где возникла одарённая раса голубоглазых и белокурых культуртрегеров-«арийцев». После того, как древний континент ушёл под воду, эта раса распространила свою высокую культуру, включая первую письменность, по всему миру, создавая известные древние цивилизации. С самого начала критиками отмечались многочисленные искажения Розенбергом исторических фактов. В ответ он называл учёных «коллекционерами фактов», лишёнными творческой фантазии. Как и его вдохновитель Хьюстон Чемберлен, Розенберг не имел исторического или антропологического образования.
В Германии 1930-х годов получили развитие псевдонаучные школы, которые, имея поддержку нацистских властей, осуществляли погромы своих оппонентов. К числу таких течений принадлежала школа австрийского инженера Ханса Хёрбигера, создавшая мистическую схему мировой истории, опиравшуюся на доверие к древним мифам в фантастической трактовке. Эта школа создала доктрину вечного льда, включающую теорию катастроф, идеи о «допотопных цивилизациях» (в том числе об Атлантиде), людях-богах, цикличности мировой истории, обусловленной вечной борьбой между «космическим льдом» и огнём. Доктрина включала учение, что Луна была захвачена Землёй, что привело к изменению положения полюсов, затем к оледенению, вызвавшему смену рас и упадок цивилизаций. Создатели прежних цивилизаций обладали высшими знаниями и сохранили эти тайные знания для будущих поколений. Другая нацистская школа развивала идею полой Земли. Одним из идеологов нацизма был Герман Вирт, голландско-немецкий этнолог и мистик, автор псевдонаучной теории о высокоразвитой арктической («гиперборейской») «арийской» цивилизации. При поддержке рейхсфюрера СС Генриха Гиммлера в 1935 году Вирт стал первым руководителем Аненербе, псевдонаучной организации, созданной для изучения в рамках эзотерики истории и наследия «нордической расы».

## Постмодернизм
С последней трети XX века в рамках вышедшей за пределы позитивизма постмодернистской культуры стремление к устранению фальсификатов из общественного сознания ослабевает. Получило распространение постмодернистское уравнивание любых текстов о прошлом, представление, что если историк не имеет прямого доступа к прошлому, прошлое недоступно для исследования, а он лишь работает с текстами, то несущественно является ли конкретный текст подлинным. Утверждается, что значительно важнее роль этого текста в культуре и обществе. Так, «Константинов дар» закреплял политическую систему в Европе в течение многих веков и был разоблачён только после потери своего реального влияния, поэтому якобы не имеет значение был ли он подлинным. Также утверждается, что гуманитарная наука, включая историю, стремится создавать будущее, а исторические источники лишь помогают убедить массы в правильности выбора пути развития.
В рамках современной политики и «исторического бизнеса» получил распространение инструментальный подход к истории, отрицающий самостоятельную ценность прошлого и ставящий прошлое на службу настоящему. Если не хватает нужных доказательств, их допустимо создать. Таким путём утверждаются новые датировки основания городов, на основании которых которыми из государственного бюджета выделяются денежные средства; на основании явного или подразумеваемого заказа власти находят опровержения норманской теории и т. п. «Исторический бизнес» использует историю для привлечения финансовых потоков. Политические силы в борьбе за групповую идентичность стремятся занять место не только на определённой территории, но и во времени. Связывающие группу основания продлеваются или в будущее (группы, скреплённые идеалами), или в прошлое (группы, связанные общей историей, в том числе вымышленной). Политики обращаются к теоретикам социального конструктивизма, согласно которым история может являться основой, сплачивающей нацию, и многие политики осуществляют «исторический конструктивизм» сознательно. В этой ситуации важная роль принадлежит пиарщикам и политологам, «исправляющим» историю в политических целях. По мнению историка И. И. Куриллы, эти тенденции могут привести к «новому Средневековью», когда «благой целью» оправдывается фальсификация источников или их пристрастный отбор.
Разрушительное историческое событие, сохранённое в исторической памяти как травма, способно удерживать память о прошлом в качестве самостоятельной и значительной силы, которая не поддаётся манипуляциям. В процессе ухода поколения свидетелей исторического события (например, в России поколения участников и свидетелей Великой Отечественной войны и массовых советских политических репрессий) память о нём переходит из индивидуальной в социальную сферу, и расширяются возможности манипуляции прошлым.

## Роль государства

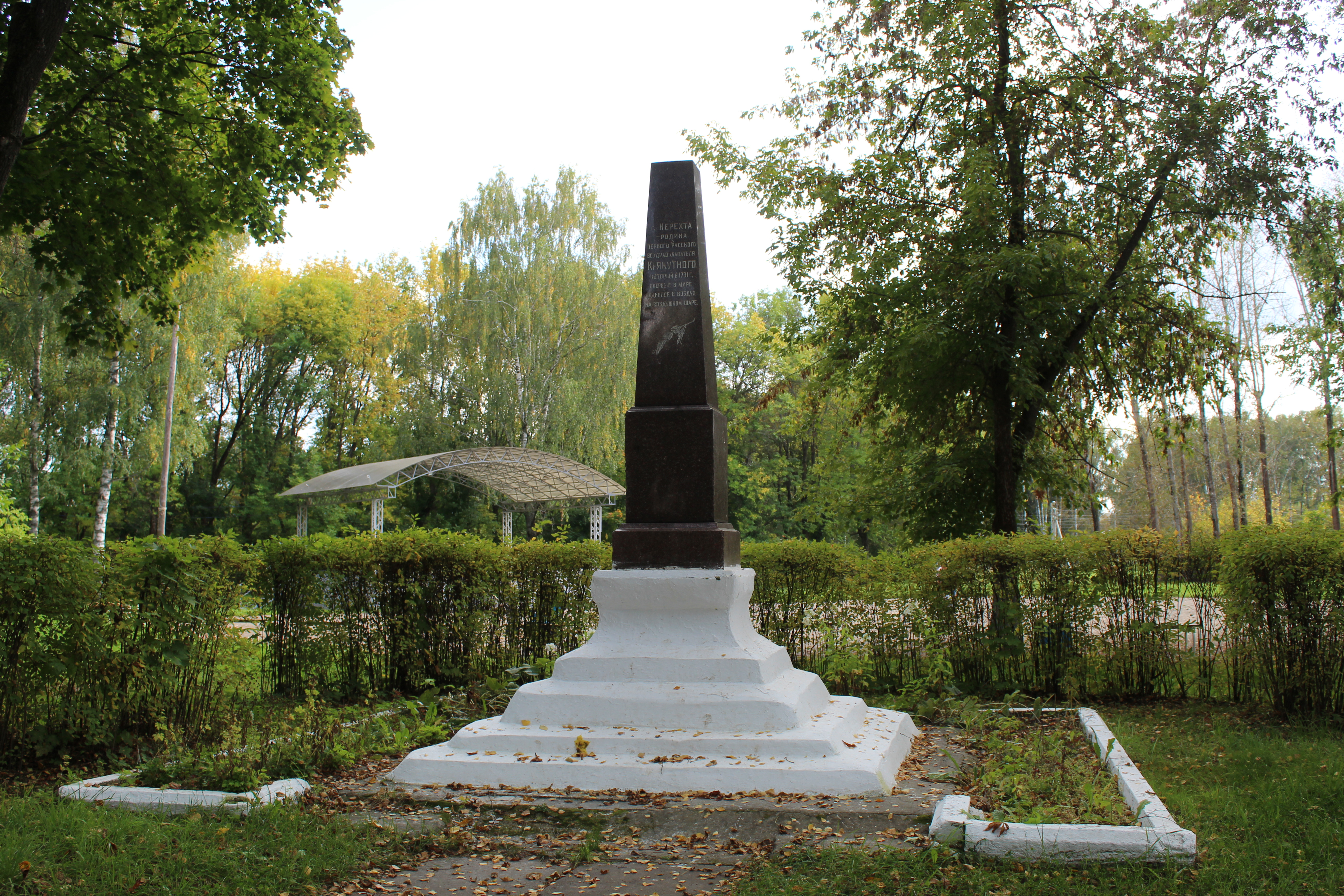
Памятник Крякутному в Нерехте

В России выявление исторических фальсификаторов и фальсификаций в период с 2009 по 2012 год осуществляла специальная комиссия, в своём названии отражавшая цель её создания, — Комиссия по противодействию попыткам фальсификации истории в ущерб интересам России. В состав комиссии входили только два профессиональных историка — А. О. Чубарьян и А. Н. Сахаров (активный сторонник антинорманизма). Остальными членами были начальники и руководители министерств и ведомств. В 2009 году историк-антинорманист А. Н. Сахаров, директор Института российской истории РАН, член-корреспондент РАН и один из активных членов Комиссии по противодействию попыткам фальсификации истории в ущерб интересам России, в интервью российскому телеканалу заявил, что среди современных фальсификаций одним из самых опасных средневековых вымыслов является норманизм, который «сегодня снова поднимает голову». Он считал, что «в России дует новый ветер норманизма», инспирируемый иностранными организациями и учреждениями, финансирующими «деструктивную деятельность» некоторых российских учёных и исследовательских центров.
В сентябре 2020 года Следственный комитет Российской Федерации (СКР) создал отделение по борьбе с фальсификацией истории. Это отделение призвано «предотвращать искажения исторических фактов» о Второй мировой и Великой Отечественной войне, которые были утверждены победившими странами антигитлеровской коалиции над побеждёнными противниками на международном Нюрнбергском трибунале в 1945—1946 годах. По словам главы СКР А. И. Бастрыкина, «отдельные западные страны неприемлемым для России образом оценивают итоги Второй мировой». Ряд российских авторов оценивают современную трактовку истории Второй мировой войны западными историками и политиками как инструмент в современном обострившемся политическом противостоянии.
Фальсификация истории государством имеет целью сплотить общество путём чрезмерной героизации событий прошлого. По мнению оппозиционной прессы, запрет на исследования в областях, касающихся героического подвига предков, закреплённый в новых поправках к конституции РФ, позволяет законно остановить любые изыскания, не согласованные с властью. Андрей Колесников утверждает, что современная фальсификация истории, производящаяся в России, началась примерно с 2005 года.
Фальсификация истории связана и с понятием «войны памяти», когда уничтожаются одни памятники и ставятся другие.
Биохимик Анатолий Клёсов, автор псевдонаучного учения «ДНК-генеалогия», в рамках которого утверждается древность и «арийское» происхождение славян, для продвижения учения в числе прочего ставит задачу добиться принятия решения Правительства России о поддержке этого «нового направления».
С 2023 года в российских школах (в том числе на оккупированных территориях Украины) был внедрён «единый учебник истории» под редакцеий Владимира Мединского с целью «не допустить фальсификацию истории».

## В издательском деле
В традиционных псевдоизданиях, псевдотипах объектом фальсификации являлись титульные и выходные сведения или сами публикуемые тексты. В современном издательском деле, книготорговом ассортименте и библиотечных фондах получили распространение «издания-фальсификаты», в которых объектом фальсификации стали части справочного аппарата издания: аннотация, комментарии, примечания, указатели, приложения. Широкое распространение получили произведения, основанные на фальсификатах, рассматриваемых авторами этих произведений как достоверные источники. По мнению Н. А. Соболева,

Издание-фальсификат — тиражное произведение (книга, материал в сборнике, журнале, газете, интернет-издании и др.), прошедшее редакционно-издательскую обработку и оформленное полиграфически либо представленное на магнитном, электронном и других носителях, предназначенное для распространения содержащейся в нём подложной информации.

Издательская подделка изменялась в направлении совершенствования параллельно с развитием информационных, полиграфических и книготорговых технологий. Если в прошлом исторические подлоги создавались отдельными фальсификаторами или группами лиц, осуществлявших свою деятельность вручную или кустарным способом, то к настоящему времени книжные фальсификаты производятся индустриальным способом, в котором задействовано нескольких хозяйственных отраслей, главным образом издательская и книготорговая. Промышленный масштаб производства и распространения этих изданий и их пропаганда и реклама в средствах массовой информации приводят к экспансии в общественное сознание недостоверной информации, которой придаётся наукообразная форма.
Соболев выявляет два уровня влияния псевдоисторических изданий-фальсификатов на общественное сознание. Первый уровень касается таких псевдоисторических публикаций как моноиздания, сборники, публикации в СМИ и Интернете. Этот уровень является сравнительно неуправляемым. Второй уровень включает влияние на образовательный и научно-исследовательский процесс через средние, средние специальные, высшие образовательные учреждения и научную среду путём выпуска учебной и методической литературы, которая включает псевдоисторические произведения или рекомендует их к изучению в качестве исторических памятников. Этот уровень исследователь считает управляемым.
Получили распространение также ложные аннотации в изданиях и заказные рецензии, дающие не соответствующие действительности сведения о содержании произведений с целью улучшить их реализацию.
В числе книг, имеющих широкий круг читателей и, таким образом, оказывающих существенное влияние на общественное сознание, присутствует большой ряд изданий-фальсификатов, основанных на поддельной «Велесовой книге».
Наиболее подверженным экспансии фальсифицированных сведений является среднее образование. Эта ситуация имела место уже в советский период (например, распространение мифа о «первом воздухоплавателе» Крякутном), но в настоящее время экспансия существенно возросла в связи с отсутствием единой школьной программы и заменой в некоторых случаях учебников и учебных пособий на издания-фальсификаты.

## В кино
К кинематографистам часто предъявляются требования быть исторически точными. Так, JFK Оливера Стоуна представляет зрителю вымышленных персонажей и события для усиления «историчности» и личных представлений Стоуна, некоторые из которых являются маловероятными или заведомо ложными. Если фильм не претендует на документальность, он не должен быть точным и реалистичным. Создатели фильмов могут быть больше историками, чем романистами. Зритель сам может обладать критическим мышлением. Фраза «основано на реальных событиях» не является достаточным подтверждением, что данный фильм является научно-популярным. Например, «Секретные материалы» и аналогичные телевизионные программы, могут выглядеть реалистичными и утверждают, что основаны на реальных событиях, но они не являются научно-популярными. Многие ненаучные ресурсы приводят такие фильмы в качестве доказательств.

## Изучение
Псевдоистория предлагается в качестве темы курса бакалавриата в рамках гуманитарных наук, например, в колледже Клермонт Маккенна.